# Yugoslavia en los Juegos Olímpicos de Nagano 1998
La República Federal de Yugoslavia estuvo representada en los Juegos Olímpicos de Nagano 1998 por un total de 2 deportistas que compitieron en un deporte: esquí alpino.  
El portador de la bandera en la ceremonia de apertura fue el esquiador Marko Ðorđević. El equipo olímpico yugoslavo no obtuvo ninguna medalla en estos Juegos.